# Saskatchewan Highway 925
Highway 925 je silnice v kanadské provincii Saskatchewanu. Odbočuje od silnice Highway 155 a vede k obci Michel. Je asi 66 km (41 mil) dlouhá.
Highway 925 také prochází poblíž obcí Dillon, St. George's Hill a Buffalo River.